# سوشال تيكست
سوشال تيكست هي دورية أكاديمية تنشرها جامعة ديوك للصحافة. منذ صدورها بواسطة دار نشر مستقلة في 1979، تناولت سوشال تيكست العديد من الظواهر الاجتماعية والثقافية، بما في ذلك قضايا الجنس والتوجه الجنسي والعرق والبيئة. تتناول كل قضية منها نقاشات عن النسوية والماركسية والنيوليبرالية وما بعد الاستعمارية وما بعد الحداثة ونظرية أحرار الجنس والثقافة الشعبية. يدير الصحيفة من وقتها العديد من دور النشر مع مرور السنوات، معظمها يتمركز في جامعات مدينة نيويورك. للصحيفة توجه تحرري سياسي واضح بمرور السنين، كما أنها أقل اشتراكية أو ماركسية. منذ 1992، تتولى جامعة ديوك للصحافة مهمة النشر.
اكتسبت الصحيفة سمعة سيئة في 1996 بسبب قضية سوكال، عندما نشرت مقالا بلا معنى كتبه الفيزيائي آلان سوكال عن عمد كخدعة. مُنح محررو الصحيفة في 1996 جائزة إيغ نوبل في الأدب «لنشرهم بحماسة بحثا لم يستطيعوا فهمه، والذي قال مؤلفه أنه بلا معنى، والذي ادعى أنه لا وجود للواقع». في ذلك الوقت، لم تمارس الصحيفة عملية مراجعة الأقران الأكاديمية، ولم تستشر خبيرا خارجيا لمراجعة المقال بواسطة فيزيائي.

## روابط خارجية
- الموقع الرسمي